# Don Perkins
Donald Anthony Perkins (* 4. März 1938 in Waterloo, Iowa, Vereinigte Staaten; † 9. Juni 2022) war ein US-amerikanischer American-Football-Spieler. Er spielte als Runningback in der National Football League (NFL).

## Laufbahn
Perkins spielte von 1957 bis 1959 American Football an der University of New Mexico bei den New Mexico Lobos. Bereits auf dem College machte er auf sich aufmerksam und wurde zum besten Neuling der Liga gewählt. Dreimal schaffte er es zudem in die Auswahlmannschaft der Liga. 1960 wurde er von den Baltimore Colts in der neunten Runde an 106. Stelle in der NFL Draft 1960 gezogen, trat jedoch nie für die Mannschaft aus Baltimore an. Kurz vor der Gründung der Dallas Cowboys hatte Perkins in Dallas einen Vertrag unterschrieben. Gegen Kompensation verzichteten die Colts auf ihn, Perkins konnte für die Cowboys auflaufen. Von 1961 bis 1968 erlief er für die Cowboy 6217 Yards. In der Rekordliste der Cowboys rangiert er damit hinter Emmitt Smith und Tony Dorsett. Ihm gelangen 42 Touchdowns durch Läufe und 3 Touchdowns durch Passfänge. 1967 gelang ihm mit seiner Mannschaft der Einzug in das NFL Championship Game. Im sogenannten Ice Bowl musste man sich allerdings im Endspiel den Green Bay Packers mit 21:17 geschlagen geben. Perkins, der während seiner Laufbahn außer als Halfback auch als Fullback zum Einsatz kam, beendete 1968 seine Laufbahn.

## Ehrungen
Perkins spielte sechsmal im Pro Bowl, dem Abschlussspiel der besten Spieler einer Saison. Er wurde einmal zum All-Pro gewählt. 1961 gewann er die Wahl zum NFL Rookie of the Year. Perkins ist auf dem Dallas Cowboys Ring of Honor verewigt. Seit 2006 ist er Mitglied in der Texas Sports Hall of Fame.